# Ljósavatnsskarð
Ljósavatnsskarð är en bred dalgång där riksväg 1 passerar sjön Ljósavatn. Dalen ligger i regionen Norðurland eystra, i den norra delen av Island. Den förbinder Fnjóskadalur och  Bárðardalur. Dalgångens sluttningar är klädda med björkbuskar.